# Devlab
Devlab è il quinto album in studio del cantautore canadese Devin Townsend, pubblicato il 4 dicembre 2004 dalla HevyDevy Records.

## Descrizione
Con l'edizione speciale di Accelerated Evolution della Devin Townsend Band, contenente l'EP di musica elettronica Project EKO, Townsend aveva effettuato i primi passi in progetti puramente di quel genere; primi passi che l'hanno portato alla composizione dei due album Devlab e The Hummer, lavori che si discostano totalmente dai lavori precedenti del musicista, in quanto caratterizzati interamente da sonorità ambient.
L'album è stato interamente scritto e prodotto da Townsend durante il tour con i Symphony X con la Devin Townsend Band, venendo registrato nel suo home studio, il Devlab, da cui il disco trae il nome.

## Tracce
1. Devlab I – 1:07
2. Devlab II – 4:09
3. Devlab III – 4:21
4. Devlab IV – 2:41
5. Devlab V – 5:07
6. Devlab VI – 5:55
7. Devlab VII – 1:42
8. Devlab VIII – 4:30
9. Devlab IX – 10:16
10. Devlab X – 3:48
11. Devlab XI – 1:34
12. Devlab XII – 4:44
13. Devlab XIII – 9:44
14. Devlab XIV – 4:11
15. Devlab XV – 2:04

## Formazione
- Devin Townsend – tastiera, produzione, programmazione, audio engineering, missaggio